# Scotophaeus schenkeli
Scotophaeus schenkeli är en spindelart som beskrevs av Lodovico di Caporiacco 1949. Scotophaeus schenkeli ingår i släktet Scotophaeus och familjen plattbuksspindlar.
Artens utbredningsområde är Kenya. Inga underarter finns listade i Catalogue of Life.